# کریستوفر رینکه
کریستوفر رینکه (انگلیسی: Christopher Rinke؛ زادهٔ ۲۶ اکتبر ۱۹۶۰) کشتی‌گیر اهل کانادا است.